# 羅馬劇場 (加的斯)

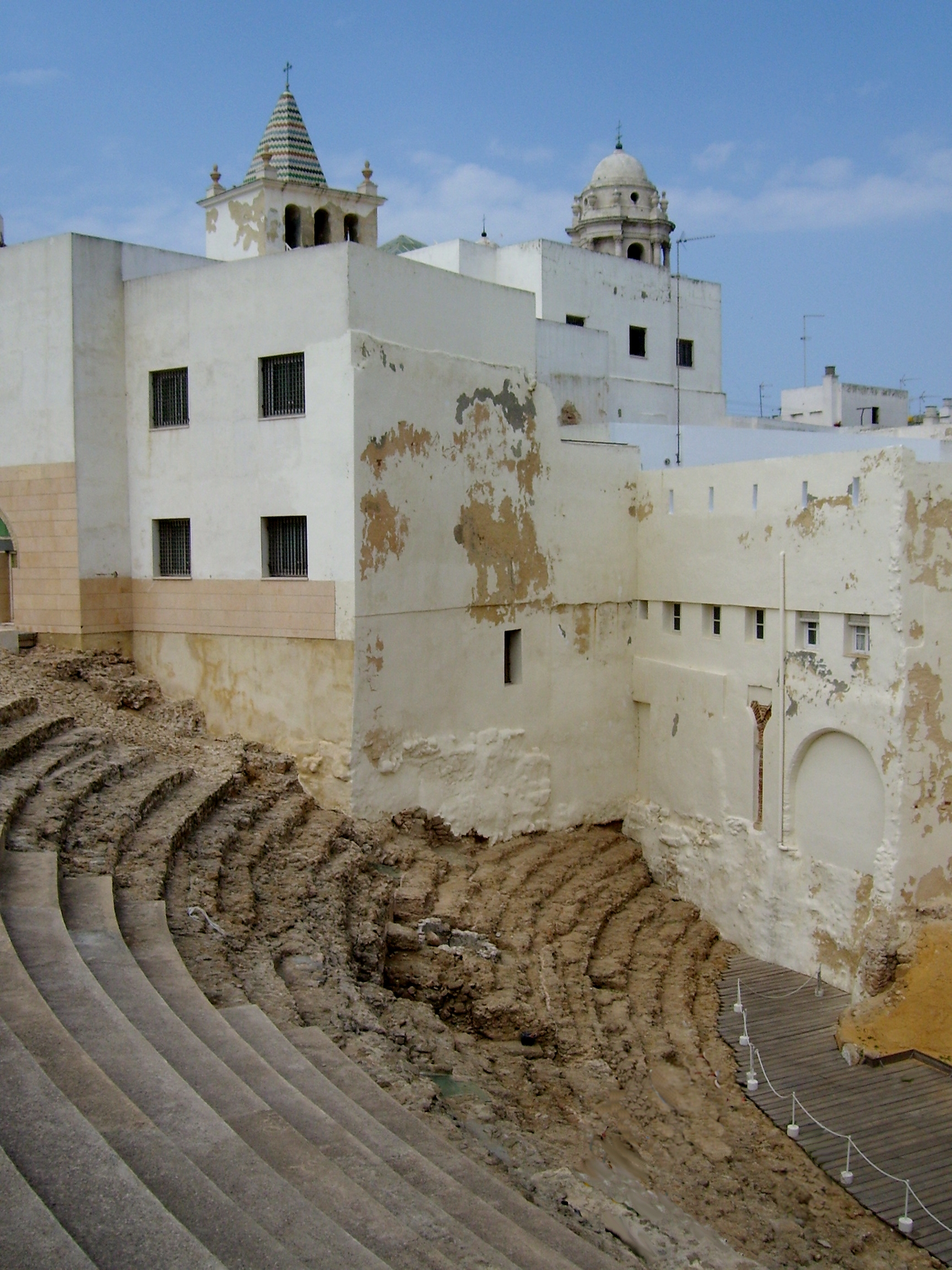
羅馬劇場

羅馬劇場（西班牙語：Theatrum Balbi）是位於西班牙南部安達盧西亞城市加的斯的一座古羅馬劇場建築。這座遺跡發現於1980年。羅馬劇場可能修建於西元前1世紀，在4世紀時被廢棄。13世紀時，一座堡壘修建在劇場遺跡上。

## 外部連結
- Page at archeomolise.it （页面存档备份，存于）

36°31′42″N 6°17′37″W / 36.5283°N 6.2937°W